# ヨウ化カルシウム
ヨウ化カルシウム（ヨウかカルシウム、英 Calcium iodide）はカルシウムのヨウ化物で、化学式CaI2で表される。無水のものと、三水和物とがある。

## 用途
水銀とともにメタルハライドランプへの封入、カルシウム分供給源としてペットフードへの添加などに用いられる。